# Dereck Villafana
Dereck Villafana (9 luglio 1983) è un calciatore americo-verginiano, di ruolo attaccante.

## Carriera
Conta 5 presenze con la maglia della sua Nazionale.